# Shimonoseki, Yamaguchi
Shimonoseki (Nhật: 下関市 (Hạ Quan thị) Hepburn: Shimonoseki-shi) là một thành phố thuộc tỉnh Yamaguchi, và là một đô thị trung tâm vùng của vùng Tây Chūgoku, Nhật Bản.
Tuy không phải là tỉnh lỵ, song Shimonoseki có quy mô dân số còn lớn hơn cả tỉnh lỵ Yamaguchi và là đô thị đông dân thứ 5 ở vùng Chūgoku. Về mặt kinh tế, Shimonoseki cũng là trung tâm của tỉnh và có giao lưu mật thiết với vùng Bắc Kyūshū. Nhiều công ty và cơ quan chính quyền trung ương cũng đặt văn phòng đại diện của mình ở đây chứ không phải tại tỉnh lỵ.
Trong thành phố có 5 cơ sở đào tạo bậc đại học.
Shimonoseki có cả sân bay lẫn hải cảng quốc tế, có 3 tuyến đường sắt đô thị. Tàu shinkansen San'yo dừng lại ở ga Shinshimonoseki.